# Gurú Angad Dev Ji
El gurú Angad Dev Ji, (en punjabi: ਗੁਰੂ ਅੰਗਦ , transliterado: Gurū Angad) (1504 a 1552) es el segundo de los diez gurus del sijismo, y fue el sucesor del primer maestro espiritual de los sijs, el gurú Nanak Dev Ji

## Biografía
El Guru Angad nació en el Punjab, una provincia de la India, en 1504. Cuando el Gurú Angad encontró a su maestro, el Guru Nanak, se convirtió en un devoto seguidor del Gurú. El Gurú Angad fue reconocido como el sucesor de Gurú Nanak, al frente de la joven comunidad sij, y en 1539 adoptó el apellido Angad que significa "de mi propia carne", en punjabi: (que a su vez proviene de la raíz en sánscrito "ang", que significa "cuerpo"), para dar a entender que el Gurú, es una extensión de Guru Nanak Dev Ji, y es que tiene su misma luz, y la misma sabiduría que habita en el cuerpo de los gurús, y maestros sucesivos, y que no hay discontinuidad en la educación. Todos los sucesores de Gurú Nanak son los gurús del sijismo.
En la continuación de Gurú Nanak Dev Ji, el Gurú quiere que la enseñanza espiritual llegue a todo el mundo, más allá de las diferencias de casta, religión, etnia, género, etc. que dividían a la sociedad india de aquella época. Sin embargo, la enseñanza espiritual, estaba entonces en manos de la casta más alta, la casta de los Brahmán (el clero, y los académicos), y los textos estaban escritos en sánscrito, el lenguaje, entendido, y enseñado por ellos solamente.
Inspirado por Guru Nanak Dev Ji, que compuso su poesía mística en lenguajes populares (en punjabi, principalmente), el Gurú inventó un nuevo alfabeto, el Gurmukhi, un alfabeto sencillo y con el que resultaba fácil transcribir todos los sonidos lingüísticos de las lenguas populares del norte de la India, e hizo posible una enseñanza espiritual para todo el mundo. El Gurú también hizo hincapié en la práctica del Seva, o servicio desinteresado (con los pobres y los enfermos, en particular). Sus contribuciones al Sikh Dharma se ilustran por los 62 himnos que el Gurú escribió durante su vida. Antes de su muerte en Amritsar, el Gurú reconoció como su sucesor a su fiel discípulo el Gurú Amar Das, quién se convirtió así en el tercer Gurú de los sijs.